# Adaptacje filmowe literatury polskiej

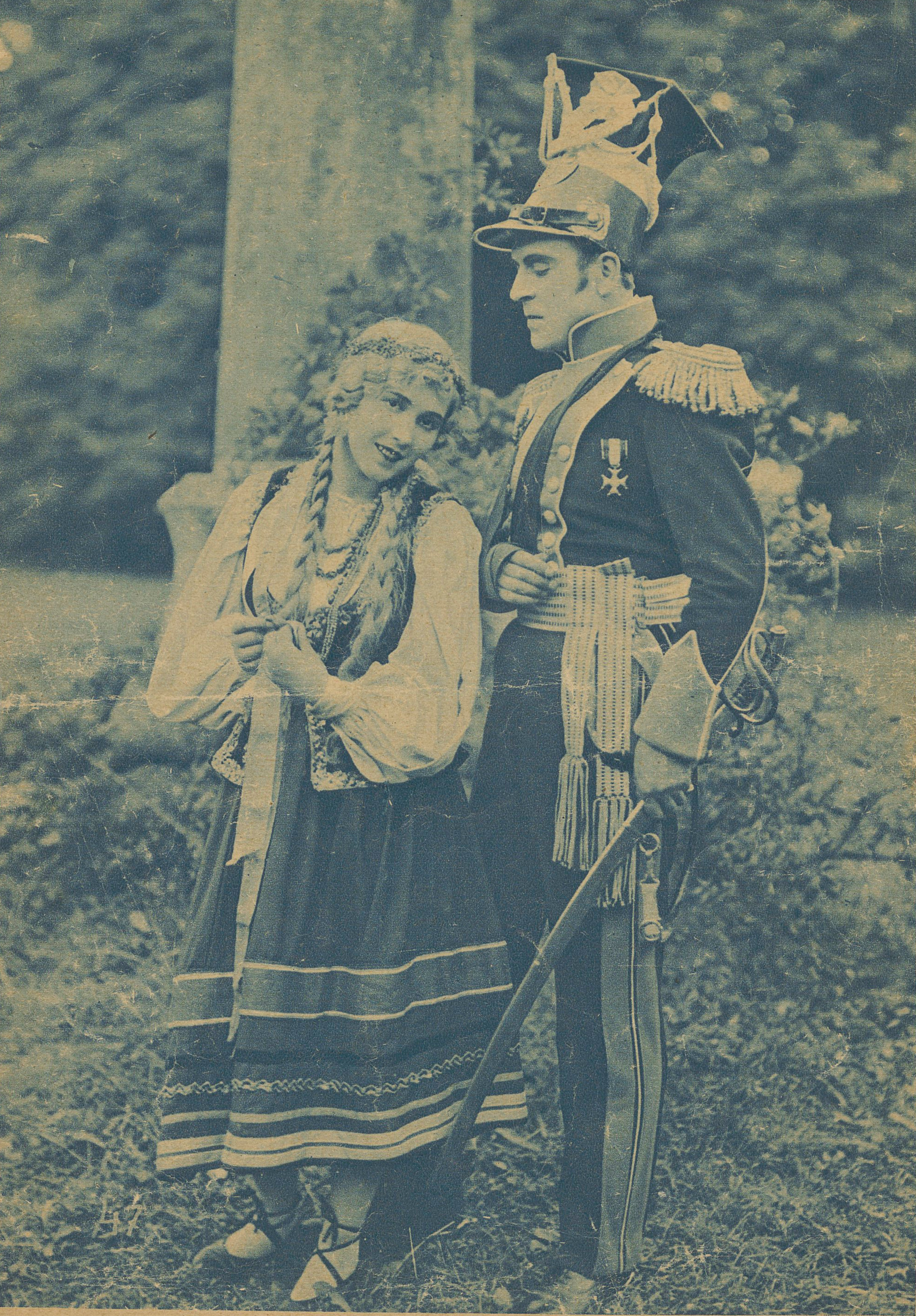
Poetyka „żywych obrazów”: kadr z filmu Pan Tadeusz (1928, reż. Ryszard Ordyński)

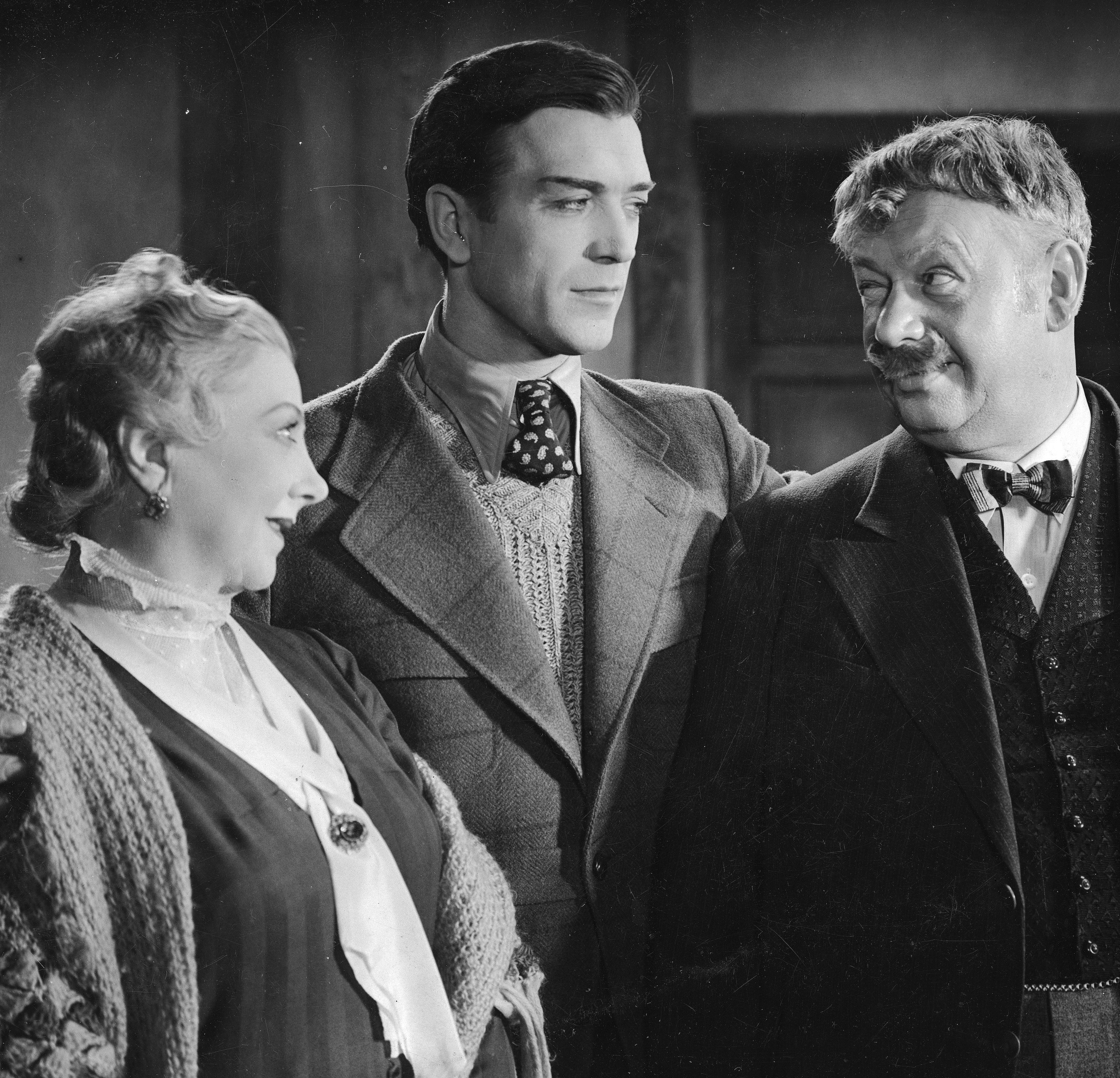
Jerzy Pichelski jako Zenon Ziembiewicz (w środku): kadr z filmu Granica (1938, reż. Józef Lejtes)

Literatura polska – literatura piękna spisana w języku polskim i jego dialektach na ziemiach polskich od średniowiecza, obejmująca również dzieła powstałe poza terytorium współczesnej Polski przez literatów posługujących się językiem polskim. Literatura polska od początków istnienia kina jest częstym przedmiotem adaptacji filmowych.

## Przekrój historyczny
Choć adaptacje filmowe literatury polskiej można datować jeszcze na drugą dekadę XX wieku (np. Meir Ezofowicz, 1911, Aleksandra Hertza według Elizy Orzeszkowej; Quo vadis, 1912, Enrica Guazzoniego według powieści Sienkiewicza), w okresie międzywojennym literatura była dla twórców filmowych częstym punktem odniesienia. Wiele adaptacji filmowych jednak eksponowało melodramatyczne wątki pierwowzorów literackich, ignorując społeczne uwarunkowania tychże utworów. Te zarzuty stawiano takim ekranizacjom, jak Cyganka Aza (reż. Artur Twardyjewicz, 1926) na podstawie powieści Chata za wsią Józefa Ignacego Kraszewskiego, Ziemi obiecanej (reż. Aleksander Hertz, 1927) według Władysława Reymonta, Przedwiośniu (reż. Henryk Szaro, 1928) według powieści Stefana Żeromskiego, Wiatrowi od morza (reż. Kazimierz Czyński, 1930) według tego samego pisarza, Mogile nieznanego żołnierza (reż. Ryszard Ordyński, 1927) według Andrzeja Struga, Grzesznej miłości (reż. Mieczysław Krawicz, Zbigniew Gniazdowski, 1929) według powieści Pokolenie Marka Świdy Struga bądź też wspomnianej adaptacji filmowej Pana Tadeusza w reżyserii Ordyńskiego. Elżbieta Szyngiel o adaptacji Ordyńskiego napisała, że reżyser strywializował romantyczną ideę związku człowieka z naturą: choć „nie rezygnuje z pokazania w filmie pejzaży, które miały stanowić źródło natchnienia dla Mickiewicza, to zupełnie pomija sprawczą rolę owej natury, odbierając jej tym samym charakterystyczną dla Mickiewiczowskiego świata przedstawionego dwuznaczność”. Problem w skutecznej adaptacji dzieł literackich stanowiło też przerysowane aktorstwo filmowe gwiazd scenicznych, które nie mogły „znaleźć odpowiedniego ekwiwalentu dla stosowanych na scenie środków wyrazu”. Za udane adaptacje literatury uchodziły jedynie nakręcone przez Józefa Lejtesa Dziewczęta z Nowolipek (1937) według Poli Gojawiczyńskiej oraz Granica (1938) według Zofii Nałkowskiej; jak pisał Jacek Gybusz po latach, oba filmy – „realistyczne, nowoczesne w stylu i współczesne w treści – podejmują ważkie problemy społeczne i nawiązują do niełatwych realiów sanacyjnej Polski na krótko przed wybuchem wojny”.
Po II wojnie światowej narzucona polskiej kinematografii doktryna socrealizmu sprawiała, że nawet powojenne adaptacje dzieł literackich (niosące już ładunek ideologiczny) były odzierane ze szczątkowych elementów, które mogłyby wzbudzić zamysł u widza. Przykładowo, adaptacja Piątki z ulicy Barskiej (1953) Kazimierza Koźniewskiego dokonana przez Aleksandra Forda wymazywała pepeesowskie korzenie głównego antagonisty, majstra Macisza, który w filmie jednoznacznie powiązany jest z po-AK-owskim podziemiem; z kolei zawarte w powieści Pamiątka z Celulozy Igora Newerlego przemówienie Staszka Rychlika, sugerującego, iż Jezus Chrystus założył związek zawodowy, prowadził walkę klasową i może zostać uznany za komunistę, w filmie Pod gwiazdą frygijską (1954) Jerzego Kawalerowicza zostało usunięte. Filmy socrealistyczne były jednak nie tylko upartyjnione, ale również stanowiły pozbawione refleksji kopie literackich pierwowzorów. Zmianę substancjalną przyniosło dopiero Pokolenie (1955) Andrzeja Wajdy według powieści Bohdana Czeszki, w którym reżyser usunął co bardziej natrętne elementy propagandowe, forsowane zresztą przez samego pisarza-scenarzystę.
Okres polskiej szkoły filmowej fundamentalnie zmienił sposób adaptowania dzieł literackich przez polskich reżyserów. Piotr Zwierzchowski przekonywał, że „nawet powierzchowne porównanie adaptacji dokonanych przez Andrzeja Wajdę, Andrzeja Munka, Jerzego Kawalerowicza czy Wojciecha Hasa [...] jednoznacznie udowadnia, że największą siłą ówczesnych adaptacji była ich różnorodność, o czym decydowała [...] umiejętność nie tylko wyboru materiału literackiego, ale także dostrzeżenia w nim również tych wartości, które były niedostrzegalne dla pisarza”. Najważniejszym przykładem twórczej modyfikacji pierwowzoru literackiego jest Popiół i diament (1958) Wajdy według powieści Jerzego Andrzejewskiego. Transakcentacji powieści Andrzejewskiego na korzyść postaci Maćka Chełmickiego towarzyszył szereg świadomych odwołań reżysera do symbolizmu i romantyzmu polskiego, ale również intuicja współpracowników Wajdy; decydująca dla kształtu filmu scena zapalania przez byłych akowców lampek ze spirytusem została wymyślona przez asystenta reżysera, Janusza Morgensterna, a odgrywający rolę Maćka Zbigniew Cybulski wystylizował swą postać na polskiego odpowiednika bohaterów Jamesa Deana. Do innych przykładów przesunięcia akcentu można zaliczyć także wczesne filmy Hasa. Has w adaptacjach Pętli (1957, według Marka Hłaski) i Wspólnego pokoju (1959, według Zbigniewa Uniłowskiego) wydobył symbolikę egzystencjalną z powieści o tematyce obyczajowej.

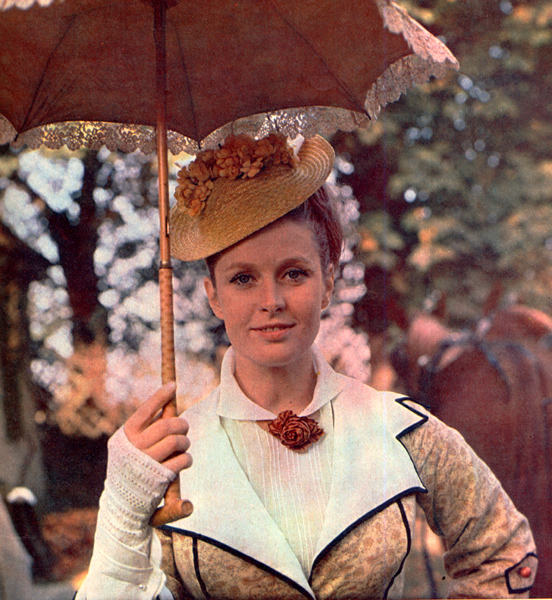
Beata Tyszkiewicz jako Izabela Łęcka: kadr z filmu Lalka (1968, reż. Wojciech Jerzy Has)

Wspomniani twórcy polskiej szkoły filmowej w latach 60. i 70. XX wieku zasłynęli z superprodukcji na podstawie klasycznych dzieł literatury polskiej. Wajda w 1965 roku przeniósł na ekrany kin Popioły Stefana Żeromskiego, eksponując elementy rzadziej poruszane przez krytyków powieści i narażając się przy tym na olbrzymią krytykę za prawdziwe i rzekome uchybienia historyczne, na co po latach odpowiadał: „atakowano mnie bardzo ostro i demagogicznie: jak można pokazywać tragedię San Domingo, Polaków gwałcących hiszpańskie kobiety, rozstrzeliwujących powstańców w Madrycie? No, tylko problem w tym, że Żeromski to naprawdę opisał” . Bezsens uwikłania Polaków w terror wojen napoleońskich podkreślało dodatkowo dopisane przez Wajdę zakończenie, w którym oślepiony Rafał Olbromski, wracając z nieudanej ofensywy napoleońskiej na carską Rosję, pada przykryty słomą, co ks. Andrzej Luter komentował następująco: „Oto Rafał – chochoł, symbol sparaliżowanego narodu” . Ziemia obiecana (1974) według powieści Władysława Reymonta również stanowiła przekorną adaptację tekstu o nacjonalistycznej wymowie, pisanego przez noblistę na zamówienie Stronnictwa Narodowo-Demokratycznego. U Reymonta polski arystokrata próbujący zbić interes na przemyśle włókienniczym, Karol Borowiecki, zostaje cynicznie zdradzony przez swych wspólników: Żyda Moryca i Niemca Maksa; u Wajdy analogiczni wspólnicy wstawiają się za Karolem w najtrudniejszych sytuacjach, a polonocentryzm i antysemityzm powieści Reymonta ustępuje miejsca ponadnarodowej krytyce dzikiego kapitalizmu.
Jerzy Kawalerowicz, adaptując w 1966 roku powieść Faraon według Bolesława Prusa, pozostał wierny literze pierwowzoru, opartego na czytelnym kontraście między młodym starożytnym władcą egipskim Ramzesem a doświadczonymi kapłanami pod przywództwem Herhora. Najbardziej brawurowe były jednak ekranizacje autorstwa Hasa. Lalka (1968), również według powieści Prusa, pominęła szereg wątków z monumentalnej prozy (brak w niej np. pamiętnika subiekta Rzeckiego). Has skoncentrował się na głównym wątku nieszczęśliwej miłości Wokulskiego do Izabeli Łęckiej, interpretując postać kupca bardziej jako zagubionego flâneura aniżeli dziarskiego pozytywisty; sceny spaceru Wokulskiego ulicami Warszawy zostały nakręcone z wykorzystaniem długich jazd kamery oraz montażu wewnątrzkadrowego. W podobnym stylu utrzymana była ekranizacja Sanatorium pod Klepsydrą (1973) z tomu opowiadań Sklepy cynamonowe Brunona Schulza. Choć proza Schulza była uznawana za niefilmową (wskutek jej wielowarstwowej, wielogłosowej narracji), Hasowi udało się scalić wydarzenia na ekranie, dobudowując warstwę znaczeniową utworu o wątek pogromu żydowskiego oraz tragiczny finał w postaci zejścia głównego bohatera, Józefa, do podziemi.
Apogeum filmowe adaptacje polskich dzieł literackich osiągnęły właśnie w latach 60. i 70. XX wieku, nie tylko dzięki wystawnym ekranizacjom prozy Henryka Sienkiewicza (Krzyżacy, 1960, reż. Aleksander Ford; Pan Wołodyjowski, 1969, reż. Jerzy Hoffman, Potop, 1974, reż. Jerzy Hoffman), ale również za sprawą prób przeniesienia na język filmu innych epopei narodowych. Chłopi (1973) Jana Rybkowskiego na podstawie najsłynniejszej powieści Reymonta pod względem środków filmowych zachowywały serialową konwencję przedstawieniową, na którą składały się „wierność konstrukcji fabularnej powieści, dominacja statycznych scen dialogowych, ujmowanych w bliskich planach, przy ograniczeniu tła”. Jerzy Antczak, adaptując w 1974 roku Noce i dnie Marii Dąbrowskiej, dla uspójnienia akcji filmu wykorzystał z kolei ramę narracyjną w postaci pożaru Kalińca podczas I wojny światowej. Gdy główna bohaterka Barbara wyjeżdża bez dobytku ze spalonego miasta, następuje seria jej urywających się, nostalgicznych wspomnień w postaci retrospekcji. Do innych odczytań literatury narodowej należały w owym okresie Dzieje grzechu (1975) Waleriana Borowczyka według skandalizującej powieści Żeromskiego, a także liczne uwspółcześnione ekranizacje opowiadań Jarosława Iwaszkiewicza (Matka Joanna od Aniołów, 1961, reż. Jerzy Kawalerowicz; Brzezina, 1970, reż. Andrzej Wajda; Panny z Wilka, 1978, reż. Andrzej Wajda).
Lata 80. XX wieku zaowocowały innymi brawurowymi adaptacjami literatury polskiej. Austeria (1982) Jerzego Kawalerowicza według powieści Juliana Stryjkowskiego jednoznacznie snuła podobieństwa między hekatombą chasydów podczas I wojny światowej a Zagładą Żydów w kolejnym światowym konflikcie. Tadeusz Konwicki, przenosząc na ekrany kin powieść Dolina Issy Czesława Miłosza, zwielokrotnił narrację pierwotnego utworu. Oprócz perspektywy bezosobowego narratora zaakcentowany w filmie zostaje wątek Tomaszka (którego Konwicki jednoznacznie utożsamił z młodym Miłoszem), a całość przeplatają recytowane przez aktorów wiersze Miłosza na tle amerykańskiej metropolii, które są jednoznacznym gestem poparcia dla wygnańca uhonorowanego nagrodą Nobla. Na przełomie XX i XXI wieku dało się natomiast zauważyć zjawisko wzmożonych adaptacji lektur szkolnych. Powstały wówczas: Ogniem i mieczem (1999) Hoffmana, Quo vadis (2001) Kawalerowicza i W pustyni i w puszczy (2003) Gavina Hooda, we wszystkich trzech przypadkach na podstawie prozy Sienkiewicza; Pan Tadeusz (1999) Wajdy według Adama Mickiewicza; wreszcie Przedwiośnie (2001) Filipa Bajona według Żeromskiego. Jak pisał Lubelski, filmy te były „na ogół poprawne ilustratorskie, nieuruchamiające pola skojarzeń odbiorcy z jego aktualną sytuacją życiową”, a ich reżyserzy „wpadali na ogół w pułapkę dostosowania estetyki adaptacji do gustów młodzieżowej widowni, przyzwyczajonej do tempa wideoklipu”. Paradoksalnie Pan Tadeusz przetrwał w świadomości odbiorców głównie za sprawą poloneza skomponowanego przez Wojciecha Kilara, który wyparł wykonywanego dotychczas na wielu studniówkach poloneza Pożegnanie ojczyzny Michała Kleofasa Ogińskiego .